# Vavatenina
Vavatenina je grad od 34 904 stanovnika na sjeveroistoku Madagaskara, u Provinciji Toamasina - Regija Analanjirofo, administrativni centar istoimenog Distrikta Vavatenina.

## Povijest
Vavatenina je od kraja 19. stoljeća a bila poznata kao kraj u kojem se ispire zlatoZa vrijeme francuske kolonijalne uprave Vavatenina se počela razvijati kao grad, admininistrativno i trgovačko središte, svoga okruga.
Vodotoci i njihovi aluvijalni nanosi u okolici Vavatenine, između Fenerive i jezera Alaotra bili su kraj u kojem se ispiralo zlato, još od kraja 19. stoljeća. Po nekim zapisima iz 1902. u šest mjeseci pronađeno je četrdeset kilograma zlata, ali se to drastično smanjenjilo već 1904. To se privremeno oporavilo od 1941. od 3,6 kg pronađenih te godine, na 8,8 kg 1942., i 11 kg 1944. ali je to ponovno padalo, pa je nalazište napušteno. U najnovije vrijeme ponovno ima inicijativa, da se obnovi eksploatacija zlatonosnog pijeska iz nalazišta Vavatenina, iza koje stoji - Sveafrička rudarska kompanija (Pan African Mining Corporation).
Današnja Vavatenina je trgovačko središte svog okruga, u kojem se može kupiti jeftinija riža iz Pakistana, od one iz okolice.

## Geografske i klimatske karakteristike
Vavatenina se nalazi u središnjoj madagaskarskoj visoravni, pored kotline rijeke Maningori, na nadmorskoj visini od 123 m, udaljena oko 109 km južno od provincijskog središta Toamasine i oko 28 km do Indijskog oceana. Vavatenina ima tipičnu tropsku klimu s čestim kišama i visokim temperaturama tokom čitave godine. Najviše kiši od od siječnja do ožujka, a najugodnije je u rujnu i listopadu kad je klima najugodnija, tad je prosječna temperatura od 21-23 °C.
Vavatenina zajedno s 22 sela (fokontani) u svojoj okolici ima 38 000 stanovnika, od tog je 54% stanovništva mlađe od 18 godina, porodice u tom ruralnom kraju imaju puno djece. Tako da u gradu i okolici postoji 34 osnovnih škola (26 javnih i 8 privatnih), koje rade dvokratno, ali ni to nije dovoljno za svu djecu. Većina stanovnika  Vavatenine njih 88,50 % živi od poljoprivrede, danas se uzgajaju većinom kulture za prodaju, a ne hrana, kao u prošla vremena. Nakon pada cijene kave, uzgoja se većinom klinčić koji zauzima gotovo 2/3 obradivog tla - oko 4000 hektara, nešto ličija, vanilije, papra i cimeta.

## Transport, gospodarstvo
Do Vavatenine vodi nacionalna cesta br. 22 od Toamasine, koja nakon 12 km ima kraj kod mjesta Anhajambe na Maningoriju, tako da se do jezera Alaotra i Antananariva mora ići preko Toamasine, pa do Antananariva ima 439, a do jezera Alaotra čak 541 km, umjesto 80 koliko je jezero fizički udaljeno (istina preko planina). 

## Vanjske poveznice
- Voyage à Madagascar - Vavatenina  Arhivirana inačica izvorne stranice od 2. prosinca 2013. (Wayback Machine)
- La Vie à Vavatenina[neaktivna poveznica]